# Johann von Klenau
Johann von Klenau, né le 13 avril 1758 à Prague et mort le 6 octobre 1819 à Brünn, aussi appelé Johann Josef Cajetan von Klenau und Janowitz, est un militaire de l'armée des Habsbourg.
Klenau rejoint l'armée des Habsbourg adolescent et a combattu dans les guerres de l'Autriche avec l'Empire ottoman, les guerres de la Révolution française et commanda un corps dans plusieurs batailles importantes des guerres napoléoniennes. 

## Décorations
Pour sa défense d'Hollabrünn, le 9 juillet 1809, il est fait commandeur de l'ordre militaire de Marie-Thérèse.